# Gallinaro
Gallinaro – miejscowość i gmina we Włoszech, w regionie Lacjum, w prowincji Frosinone.
Według danych na rok 2004 gminę zamieszkiwało 1217 osób, 71,6 os./km².

## Współpraca
Miejscowość partnerska:
- Waremme, Belgia